# Viareggio Beach Soccer 2014
Questa voce raccoglie le informazioni riguardanti del Viareggio Beach Soccer nelle competizioni ufficiali della stagione 2014.

## Stagione
Il Viareggio perde la semifinale di campionato, giocata a Catania, contro il Milano 4-1.

## Maglie e sponsor
Lo sponsor principale per la stagione 2014 è Delta Service.
Lo sponsor tecnico per la stagione 2014 è Legea.
| 1ª divisa | 2ª divisa |

## Organigramma societario
- Presidente: Stefano Santini
- Vicepresidente:
- Direttore generale:
- Direttore tecnico:
- Segretaria:
- Addetto stampa:

## Organico

### Staff tecnico
- 1º Allenatore:  Stefano Santini
- 2º Allenatore:  Massimo Belluomini
- Prep. atletico:  Andrea Ferrari.
- Prep. portieri:  Emiliano Diridoni

## Palmares Personali
- Gabriele Gori, Capocannoniere Serie A 2014 e Coppa Italia 2014.